# 大下孝裕
大下 孝裕（おおした たかひろ、1947年 - 2016年11月26日）は、日本の環境技術者。元荏原製作所取締役・荏原総合研究所代表取締役社長。日本機械学会フェロー。技術士（衛生工学）、工学博士。廃棄物の焼却処理の技術開発で知られる。

## 経歴
- 1947年　岐阜県飛騨市生まれ[1]。
- 1971年　金沢大学工学部化学工学科卒業。株式会社荏原製作所入社[1][2]。
- 1996年　工学博士（東京農工大学）[4]。
- 1998年　荏原製作所取締役環境開発センター長[1]。
- 2002年　同社取締役常務執行役員[1][2]。
- 2004年　同社技術・研究開発統括部長[1]。
- 2006年　株式会社荏原総合研究所代表取締役社長[1][2]。
- 2009年　荏原製作所顧問[2]。
- 2010年　荏原製作所特任参与[1]。
- 2012年6月　同社退職[2]。

## 受賞
- 1990年度　他3名と恩賜発明賞受賞 -「無破砕旋回流型流動燃焼炉の発明」[5]
- 1992年度　他4名と日本機械学会賞受賞 -「内部循環流動床ボイラの開発」[6][7]
- 2001年　日経地球環境技術賞賞受賞 -「加圧二段ガス化システムによるケミカルリサイクル技術」[8]
- 2001年度　他4名と化学工学会賞受賞 -「加圧二段ガス化溶融システムによるケミカルリサイクルの開発」[9]
- 2007年度　他4名と大河内記念賞受賞 -「内部循環型流動層技術の開発」[10]。